# MTV Video Music Awards 2005
Gli MTV Video Music Awards 2005 si sono svolti il 28 agosto 2005 alla AmericanAirlines Arena di Miami. 
In questa 22ª edizione, presentata dal rapper Diddy, hanno sbancato i Green Day che si sono portati a casa ben 7 premi. Molti pre-show dell'edizione vennero cancellati a causa degli allarmi meteo causati dall'uragano Katrina che stava devastando le coste occidentali degli Stati Uniti.

## Cerimonia

### Presentatori
- Nelly e Lindsay Lohan hanno consegnato il premio nelle categorie miglior video maschile e miglior video femminile.
- Ciara e Missy Elliot hanno presentato la performance di Ludacris e Bobby Valentino.
- Orlando Bloom e Kirsten Dunst hanno consegnato il premio nella categoria miglior video rock.
- Ashlee Simpson e Jessica Simpson hanno consegnato il premio nella categoria miglior video R&B.
- Jessica Alba, Dwyane Wade e Shaquille O'Neal hanno presentato la performance di Shakira e Alejandro Sanz.
- Usher ha presentato una sequenza di ballo "Clowning vs. Krumping" e ha consegnato il premio nella categoria miglior video dance.

### Esibizioni

#### Pre-spettacolo
- Mike Jones (featuring Slim Thug e Paul Wall) - "Still Tippin'"
- Rihanna - "Pon de Replay"
- Fall Out Boy - "Sugar, We're Goin Down"

#### Spettacolo principale
- Green Day - "Boulevard of Broken Dreams"
- Ludacris (featuring Bobby Valentino) - "Pimpin' All Over the World"
- MC Hammer - "U Can't Touch This"
- Shakira (featuring Alejandro Sanz) - "La tortura"
- R. Kelly - "Trapped in the Closet"
- The Killers - "Mr. Brightside"
- Sean Combs e Snoop Dogg - "Tribute to Biggie"
- Don Omar - "Reggaeton Latino"
- Tego Calderón - "El Abayarde"
- Daddy Yankee - "Gasolina"
- Coldplay - "Speed of Sound"
- Kanye West (featuring Jamie Foxx) - "Gold Digger"
- Mariah Carey (featuring Jadakiss e Jermaine Dupri) - "Shake It Off"/"We Belong Together"
- 50 Cent (featuring Mobb Deep e Tony Yayo) - "Disco Inferno"/"Outta Control"/"So Seductive"
- My Chemical Romance - "Helena"
- Kelly Clarkson - "Since U Been Gone"

## Vincitori e candidati
I vincitori sono scritti in grassetto.

### Video dell'anno
- Green Day - Boulevard of Broken Dreams
- Coldplay - Speed of Sound
- Snoop Dogg feat. Pharrell Williams - Drop It like It's Hot
- Gwen Stefani - Hollaback Girl
- Kanye West - Jesus Walks

### Miglior video maschile
- Kanye West - Jesus Walks
- 50 Cent - Candy Shop
- Beck - E-Pro
- Usher - Caught Up

### Miglior video femminile
- Kelly Clarkson - Since U Been Gone
- Amerie - 1 Thing
- Mariah Carey - We Belong Together
- Shakira feat. Alejandro Sanz - La tortura
- Gwen Stefani - Hollaback Girl

### Miglior video di un gruppo
- Green Day - Boulevard of Broken Dreams
- Black Eyed Peas - Don't Phunk with My Heart
- Destiny's Child feat. T.I. & Lil Wayne - Soldier
- The Killers - Mr. Brightside
- U2 - Vertigo

### Miglior video rap
- Ludacris - Number One Spot
- Eminem- Just Lose It
- The Game feat. 50 Cent - Hate It or Love It
- T.I. - U Don't Know Me
- Ying Yang Twins - Wait (The Whisper Song)

### Miglior video R&B
- Alicia Keys - Karma
- Mariah Carey - We Belong Together
- Ciara feat. Ludacris- Oh
- John Legend - Ordinary People
- Usher feat. Alicia Keys - My Boo

### Miglior video hip-hop
- Missy Elliott feat. Ciara & Fatman Scoop - Lose Control
- Common - Go!
- Nas feat. Olu Dara - Bridging the Gap
- Snoop Dogg feat. Pharrell Williams- Drop It like It's Hot
- Kanye West - Jesus Walks

### Miglior video dance
- Missy Elliott feat. Ciara & Fatman Scoop - Lose Control
- Ciara - 1, 2 Step
- Destiny's Child - Lose My Breath
- Jennifer Lopez - Get Right
- Shakira feat. Alejandro Sanz - La tortura

### Miglior video rock
- Green Day - Boulevard of Broken Dreams
- Foo Fighters - Best of You
- The Killers - Mr. Brightside
- My Chemical Romance - Helena
- Weezer - Beverly Hills

### Miglior video pop
- Kelly Clarkson - Since U Been Gone
- Lindsay Lohan - Rumors
- Jesse McCartney - Beautiful Soul
- Ashlee Simpson - Pieces of Me
- Gwen Stefani - Hollaback Girl
- Shakira feat Alejandro Sanz - La tortura

### Miglior artista esordiente
- The Killers - Mr. Brightside
- Ciara - 1, 2 Step
- The Game - Dreams
- John Legend - Ordinary People
- My Chemical Romance - Helena

### Miglior regia
- Green Day - Boulevard of Broken Dreams
- Jennifer Lopez - Get Right
- Missy Elliott feat. Ciara & Fatman Scoop - Lose Control
- U2 - Vertigo
- The White Stripes - Blue Orchid

### Miglior coreografia
- Gwen Stefani - Hollaback Girl
- Amerie - 1 Thing
- Jennifer Lopez - Get Right
- Missy Elliott feat. Ciara & Fatman Scoop - Lose Control
- My Chemical Romance - Helena

### Miglior effetti speciali
- Gorillaz - Feel Good Inc
- Coldplay - Speed of Sound
- Ludacris - Number One Spot
- The Mars Volta - The Widow
- Missy Elliott feat. Ciara & Fatman Scoop - Lose Control
- U2 - Vertigo

### Miglior direzione artistica
- Gwen Stefani - What You Waiting For?
- Green Day - American Idiot
- The Killers - Mr. Brightside
- System of a Down - B.Y.O.B.
- The White Stripes - Blue Orchid

### Miglior montaggio
- Green Day - Boulevard of Broken Dreams
- Coldplay - Speed of Sound
- Foo Fighters - Best of You
- Jennifer Lopez - Get Right
- Simple Plan - Untitled
- Gwen Stefani - What You Waiting For?

### Miglior fotografia
- Green Day - Boulevard of Broken Dreams
- Coldplay - Speed of Sound
- Simple Plan - Untitled
- Modest Mouse - Ocean Breathes Salty
- U2 - Vertigo
- White Stripes - Blue Orchid

### Video innovativo
- Gorillaz - Feel Good Inc
- Eminem - Mosh
- Missy Elliott feat. Ciara & Fatman Scoop - Lose Control
- Sarah McLachlan - World On Fire
- U2 - Vertigo

### Scelta del pubblico
- Green Day - American Idiot
- Kelly Clarkson - Since U Been Gone
- My Chemical Romance - Helena
- Shakira feat. Alejandro Sanz - La tortura
- Snoop Dogg feat. Pharrell Williams - Drop It like It's Hot

### Miglior colonna sonora di un videogioco
- Dance Dance Revolution Extreme
- Def Jam Fight for New York
- Madden NFL 2005
- Midnight Club 3: Dub Edition
- Tony Hawk's Underground 2